# Ковнацкий, Ярослав Игнатьевич
Яросла́в Игна́тьевич Ковна́цкий (15 мая 1919 — 11 сентября 1992) — полный кавалер Ордена Славы, командир отделения автоматчиков 112-го гвардейского стрелкового полка 39-й гвардейской стрелковой дивизии, гвардии старший сержант.

## Биография
Ярослав Игнатьевич Ковнацкий родился 15 мая 1919 года в селе Кошелевка (ныне Пулинского района Житомирской области) в семье крестьянина. Украинец. Окончил 4 класса сельской школы в 1933 году. До службы в армии работал в колхозе. В РККА с 1939 года. В боях Великой Отечественной войны — с июня 1941 года.

Ковнацкий Я. И. в 1941 году в составе 121 бригады участвовал в боях под Москвой, в 1942—1943 годах в составе 397 стрелковой дивизии участвовал в боях за Ленинград и город Старая Русса (Новгородская область).Он был трижды ранен, но оставался в строю.

Командир отделения автоматчиков гвардии старший сержант Ковнацкий, сражаясь в составе 112-го гвардейского стрелкового полка (39-я гвардейская стрелковая дивизия, 8-я гвардейская армия), 31 октября 1944 года награждён Орденом Славы 3-й степени.
Помощник командира взвода 112-го гвардии стрелкового полка (39-я гвардейская стрелковая дивизия, 8-я гвардейская армия, 1-й Белорусский фронт) Ковнацкий, с отделением бойцов 26 января 1945 года, на подступах к городу Познань (Польша), в числе первых ворвался в расположение противника, гранатами подавил 2 вражеских пулемёта, истребил до 10 гитлеровцев. Был ранен, но поля боя не покинул. 25 февраля 1945 года награждён Орденом Славы 2-й степени.
Заряжающий 76-мм пушки Ковнацкий в уличных боях в Берлине при отражении контратак противника совместно с расчётом уничтожил много живой силы и боевой техники врага. 30 июня 1945 года награждён Орденом Славы 2-й степени. Указом Президиума Верховного Совета СССР 23 апреля 1975 года перенаграждён Орденом Славы 1-й степени.
В 1945 году гвардии старший сержант Я. И. Ковнацкий демобилизован. Жил в селе Хрещатое Кантемировского района Воронежской области. До выхода на пенсию работал в колхозе.
Умер 11 сентября 1992 года.

## Награды
- Орден Отечественной войны I степени. Указ Президиума Верховного Совета СССР от 11 марта 1985 года.
- Орден Славы I степени. Перенагражден. Указ Президиума Верховного Совета СССР от 23 апреля 1975 года.
- Орден Славы II степени. Приказ Военного совета 8 гвардейской армии № 494/н от 25 февраля 1945 года.
- Орден Славы II степени. Приказ Военного совета 8 гвардейской армии № 767/н от 30 июня 1945 года.
- Орден Славы III степени. Приказ командира 39 гвардейской стрелковой дивизии № 0104/н от 31 октября 1944 года.
- Медали СССР.